# Calceomyces
Calceomyces — рід грибів. Назва вперше опублікована 1988 року.

## Класифікація
До роду Calceomyces відносять 1 вид:
- Calceomyces lacunosus